# Font d'en Rovira
La Font d'en Rovira és una font del municipi de Cervelló (Baix Llobregat) que forma part de l'Inventari del Patrimoni Arquitectònic de Catalunya.
És una font pública que brolla d'una roca. El sortidor està protegit amb una petita coberta a manera de ràfec de formigó armat. El seu entorn està arranjat amb bancs, taules i altre mobiliari urbà. Just al seu costat també trobem unes escales de pedra amb graons més o menys ben escairats.
Es desconeix la datació de la font. El que sí que es pot precisar és que es trobava en mal estat i el 1902 fou refeta, per uns veïns i Salvador Rovira, com a commemoració d'aquest moment es gravà una placa de marbre.